# 应㒡
应㒡（？—1255年），字之道，自号葺芷，南宋昌国人，一说鄞人，南宋大臣。

## 生平
应繇家在昌国镇鳌山麓（今浙江省舟山市定海区）。少年时代，应繇即以聪慧和悟性闻名乡里。应繇少时勤奋好学，博览群书，经、子、史、集、百家传记，无不研读。1223年（南宋嘉定十六年），应繇考中进士，授职临江军教授。不久后升迁太学博士秘书郎。
1248年（南宋淳佑八年），应繇被授予同知枢密院事兼参知政事的要职。1249年（南宋淳佑九年），正式拜参知政事，并被封为临海郡侯。应繇旋即上书辞官，恳请回到故乡赴翁洲之院“读书”。宋理宗授予应繇资政殿学士的头衔，并赐予御书“翁洲”。 
弟為應傃。

### 与郑清之的友谊
应繇和郑清之（南宋大臣）早在年轻时已是密友。1233年（南宋绍定六年），郑清之出任右丞相，调任应繇为著作郎，并常让应繇草拟诏书。1236年（南宋端平三年），郑清之和应繇都被罢官。1247年（南宋淳佑七年），郑清之被再次启用，出任左宰相兼枢密使的要职。应繇也被启用担任起居舍人，并兼代兵部和吏部二部的侍郎。
郑清之曾特地奏请宋理宗，建议启用任繇担任内相，宋理宗存有疑虑，没有立即作出回应。一天晚上，宋理宗突然招应繇入宫，命令他即刻草拟五道诏书。应繇在四更时就完成了任务，宋理宗才开始赏识应繇的才干。第二天，宋理宗便授予应繇翰林学士兼中书舍人的职位。

## 代表著作
- 《建章集》：为南宋端平三年（1236年）应繇罢官后所编撰。
- 《谒董孝子墓》：“渺渺灵绪土，厥隩名黄杨。有汉董征君，体魄厝其乡。人以孝而重，地以孝而扬。迄今瞻仰下，悠悠思且长”。

## 古迹
- 南宋参知政事应繇墓，今位于浙江省舟山市定海区。

## 延伸阅读
[在维基数据编辑]
 《宋史/卷420》，出自脱脱《宋史》